# Ye (album)
Pour les articles homonymes, voir YE.
Albums de YE
The Life of Pablo
(2016) Kids See Ghosts
(2018)
Ye, stylisé ye est le huitième album studio du rappeur américain Kanye West, sorti en 2018, sur les labels GOOD Music et Def Jam.

## Historique
Quelques jours après la sortie de son album studio The Life of Pablo, Kanye West annonce en février 2016 sur Twitter la sortie d'un album nommé Turbo Grafx 16 (d'après la console du même nom) pour l'été 2016. L'album ne sort finalement pas à l'été 2016, alors que Kanye West débute en août sa tournée pour The Life of Pablo, le Saint Pablo Tour. Cette tournée s'arrête cependant après 22 concerts (pour 41 dates prévues) après un concert à Sacramento le 19 novembre 2016. Sur scène, Kanye West critique ouvertement Beyoncé, Jay-Z, Hillary Clinton, la presse et les radios et quitte la scène après seulement trois chansons, sous les sifflets du public. Après cela, Kanye West est admis en observation psychiatrique au Ronald Reagan UCLA Medical Center
En avril 2018, l'album est annoncé par Kanye West sous un nouveau titre, Love Everyone. Il explique par ailleurs qu'il veut utiliser comme pochette une photographie de Jan Adams, le chirurgien qui a opéré sa mère Donda West, qui est décédée un jour après l'intervention chirurgicale en expliquant « forgive and stop hating » (« pardonner et arrêter de haïr »). Jan Adams lui répond quelques jours plus tard dans une lettre ouverte lui demandant de cesser d'utiliser sa photographie ou toute autre image de lui pour promouvoir son album ou tout autre projet.
En mai 2018, Kanye West publie sur Twitter plusieurs listes de titres d'albums sur lesquels il travaille,. Le 27 octobre 2022, CNN révèle que, selon quatre sources anonymes, Kanye West prévoyait un temps de nommer l'album Hitler en référence à sa fascination pour le dictateur allemand du même nom. 
L'album est présenté lors d'un évènement organisé juste avant la sortie officielle, dans une forêt de Jackson Hole, une vallée du Wyoming, avec des invités comme Kim Kardashian, Pusha T, Chris Rock, Nas, Kid Cudi, Jonah Hill ou encore Lil Yachty.
Ye s'inscrit dans une série de courts albums produits par Kanye West et sortis à une semaine d'intervalle. Ye est ainsi précédé de Daytona de Pusha T (25 mai). Il est suivi de Kids See Ghosts de Kanye West et Kid Cudi (8 juin) puis par Nasir de Nas (15 juin) et enfin KTSE de Teyana Taylor (22 juin).

## Pochette
D'après son épouse Kim Kardashian, Kanye West a pris la photographie de la couverture, un paysage montagneux, sur la route de la séance d'écoute de l'album à Jackson Hole. La pochette ne contient pas le titre de l'album, mais uniquement la phrase « I hate being bi-polar it’s awesome » (« Je déteste être bipolaire, c’est génial »).

## Critiques
Lucy Jones du Telegraph écrit notamment qu'il s'agit d'un album sur l'état d'esprit de Kanye West et sur sa famille et apprécie notamment la qualité des musiques et les paroles (« The beats are great. Lyrically, it’s fine ») et ajoute « quoique vous pensez de ses opinions politiques, son écriture, ses samples et sa production restent dynamique, surprenant et gonflé ».
Carole Boinet des Inrockuptibles écrit notamment « Les prods sont assez classiques, lights même, malgré l’accueil de guitares heavy sur Ghost Town. En mettant la prod’ en retrait, West ne fait que mettre les textes en avant. Ce sont eux qui portent l’album et en font sa sève. Le ton est à l’introspection : West délaisse la grandiloquence pour méditer sur sa folie, ses addictions, la fidélité, la tromperie… et va même jusqu’à mettre en scène un dialogue entre son ça, son moi et son surmoi sur Ghost Town, certainement le coup de génie de Ye ». Elle ajoute par ailleurs « Ye renoue avec le Kanye West de 808s and Heartbreak, merveilleux album de 2008. L’ambiance est à la mélancolie, au cœur brisé par la vie, à la séance sur le divan, l’autotune et le piano en moins, la sobriété et les guitares en plus ».
Dans 20 minutes, on peut notamment lire que l'essentiel de l'album « réside davantage dans la propension du rappeur à l’introspection, qui a fait une partie de son succès. Ce disque présente une tonalité plus intimiste, sans le souffle épique et la complexité qui ont fait de plusieurs albums de Kanye West des références du rap. Ye évoque aussi la dépression, dont Kanye West a souffert fin 2016, et des démons qui l’habitent ».

## Liste des titres
| 1.    | I Thought About Killing You         | - Kanye West - Mike Dean - Francis Starlite - Benny Blanco | - West - Dean                                         | 4:34 |
| 2.    | Yikes                               | - West - Dean - James Mbarack Achieng - Ayub Ogada         | - West - Dean (co.)                                   | 3:08 |
| 3.    | All Mine                            | - West - Dean - Starlite                                   | - West - Francis and the Lights - Dean (co.)          | 2:25 |
| 4.    | Wouldn't Leave (avec PartyNextDoor) | - West - Dean - Reverend W.A. Donaldson                    | - West - Dean                                         | 3:25 |
| 5.    | No Mistakes                         | - West - Che Pope - Dean - Edwin Hawkins - Ricky Walters   | - West - Dean - Pope (co.)                            | 2:03 |
| 6.    | Ghost Town (avec PartyNextDoor)     | - West - Dean - Trade Martin                               | - West - Francis and the Lights - Blanco - Dean (co.) | 4:31 |
| 7.    | Violent Crimes                      | West                                                       | West                                                  | 3:35 |
| 23:41 |                                     |                                                            |                                                       |      |

Notes
- All Mine contient des voix non créditées de Ty Dolla $ign et Valee (en).
- Wouldn't Leave contient des voix non créditées de,Jeremih, Young Thug et Ty Dolla $ign.
- No Mistakes contient des voix non créditées de Charlie Wilson et Kid Cudi.
- Ghost Town contient des voix non créditées de Kid Cudi, 070 Shake et John Legend.
- Violent Crimes contient des voix de Nicki Minaj et des voix non créditées de DeJ Loaf et Ty Dolla $ign

## Samples
- I Thought About Killing You contient un sample de Fr3sh de Kareem Lotfy.
- Yikes contient un sample de Kothbiro de Black Savage.
- No Mistakes contient un sample de Children Get Together de The Edwin Hawkins Singers[24].
- Ghost Town contient un sample de You Don't Care de Nick @ Nite, ainsi qu'un sample de Someday de Shirley Ann Lee.

## Certifications
| Pays              | Certification | Unités certifiées |
| ----------------- | ------------- | ----------------- |
| Danemark (IFPI)   | Or            | 10 000            |
| États-Unis (RIAA) | Platine       | 1 000 000         |
| Royaume-Uni (BPI) | Or            | 100 000           |